# Nongshim
Nongshim Co., Ltd. (hangul: 농심; hanja: 農心; RR: Nongsim) este o companie sud-coreeană de alimente și băuturi cu sediul central în Seul. Nongshim a fost fondată în 1965 sub numele de Lotte Food Industrial Company. Numele a fost schimbat în Nongshim în 1978.